# Genkō yōshi
El genkō yōshi (原稿用紙?   "papel manuscrito") es un tipo de papel cuadriculado japonés que se emplea para escribir. Consta normalmente de 200 o 400 cuadrículas por hoja, cada una de las cuales está diseñada para albergar un solo carácter japonés o signo de puntuación. El genkō yōshi se puede utilizar con cualquier tipo de instrumento de escritura (lápiz, bolígrafo o pincel de tinta), y con o sin un shitajiki (hoja protectora).
Aunque en el pasado el genkō yōshi se utilizaba para todo tipo de textos manuscritos (ensayos, escritura creativa, redacción de noticias, etc.), en la mayoría de los casos la aparición del ordenador ha hecho que este sea el instrumento preferido; no obstante, algunos programas japoneses de procesamiento de textos siguen incorporando una plantilla de genkō yōshi. Con todo, el genkō yōshi sigue siendo muy utilizado, especialmente por los estudiantes: a los estudiantes de primaria y secundaria se les exige que entreguen trabajos escritos en genkō yōshi y las redacciones para los exámenes de acceso también se deben escribir en este papel, por lo que resulta fundamental conocer la forma correcta de usarlo.

## Formato
El genkō yōshi se usa para la escritura vertical (aunque si se gira la página de lado también se puede usar para escribir en horizontal), y se suele imprimir en columnas de veinte casillas, con diez columnas por página (cada hoja de genkō yōshi de tamaño B4 comprende dos páginas), pero también hay otras disposiciones. Entre las columnas consecutivas de recuadros hay un espacio en blanco que se utiliza para escribir furigana, bōten (un tipo de signo de puntuación que se usa para dar énfasis) u otros signos.
En el centro de cada pliego de dos páginas de genkō yōshi (entre los dos grupos de diez columnas) hay un amplio espacio en blanco, para que las hojas se puedan encuadernar o doblar.

## Reglas de uso

Uso correcto del genkō yōshi (se muestra la hoja de 400 casillas):
1. Título en la 1ª columna, primer carácter en la 4ª casilla.
2. Nombre del autor en la 2ª columna, con 1 casilla entre el apellido y el nombre, y 1 casilla vacía debajo.
3. La primera frase del escrito comienza en la 2ª casilla de la 3ª columna. Cada párrafo nuevo comienza en la 2ª casilla.
4. Los subtítulos tienen 1 columna vacía antes y después, y comienzan en la 3ª casilla de una nueva columna.
5. Por lo general, los signos de puntuación ocupan su propia casilla, excepto cuando aparecen al principio de una columna, en cuyo caso comparten casilla con el último carácter de la columna anterior.

Aunque el genkō yōshi puede utilizarse para la escritura horizontal, lo más habitual es que se utilice para la escritura vertical, que se lee de derecha a izquierda. La primera página es, por tanto, la que está a la derecha de la hoja. El título se coloca en la primera columna, dejando normalmente dos o tres espacios en blanco delante. El nombre del autor se escribe en la columna 2, con uno o dos espacios en blanco debajo y un espacio en blanco entre el nombre y los apellidos. La primera frase comienza en la columna 3 o 4.
En japonés, cada párrafo, incluido el primero, suele tener una sangría de una casilla. Sin embargo, cuando se escribe un texto entrecomillado, como un discurso directo, la comilla de apertura (﹁ o ﹃ en la escritura vertical) se coloca en la primera casilla de la columna.
Al igual que en el japonés vertical impreso, los puntos, las comas y los kana pequeños se colocan en la esquina superior derecha de su propia casilla. Todos los signos de puntuación, otros signos (como los paréntesis) y los kana pequeños suelen ocupar su propia casilla, a menos que esto los sitúe en el inicio de una nueva columna, en cuyo caso comparten la última casilla de la columna anterior, con el carácter de esa casilla. Los puntos seguidos inmediatamente por comillas de cierre se escriben en una casilla.  Se deja una casilla en blanco después de los signos de puntuación no japoneses (como los signos de exclamación y de interrogación). Los puntos suspensivos y los guiones se escriben en dos casillas.
Los furigana se escriben a la derecha del carácter correspondiente, en pequeño.